# 1857 год в истории железнодорожного транспорта
1857 год в истории железнодорожного транспорта

## События
- В Аргентине построена первая железнодорожная линия.[1].
- 26 января основано Главное общество российских железных дорог (основной капитал — французский). Новообразованому Обществу переданы Петербурго-Варшавская железная дорога и строительные работы по её достройке от Гатчины до Варшавы.
- 2 августа (21 июля по старому стилю) — открыто железнодорожное сообщение между Санкт-Петербургом и Петергофом[2].
- 5 (17) декабря открыто движение от Гатчины до Луги.

## Новый подвижной состав
- Для Царскосельской железной дороги был приобретён паровоз, изготовленный на Лейхтенбергском заводе в Петербурге.